# 镇国寺石佛
镇国寺石佛，位于中国河北省保定市解村，为保定市易县的一个省级文物保护单位，类型为石刻，公布时间为1993年7月15日。
镇国寺石佛的历史年代为隋代。